# Magny-le-Hongre
Magny-le-Hongre est une commune française située dans le département de Seine-et-Marne, en région Île-de-France.
Elle est membre de Val d'Europe Agglomération. Elle est située à proximité de l'autoroute A4 joignant Paris à l'ouest à Strasbourg à l'est, et du complexe de loisirs Disneyland Paris.

## Géographie

### Localisation
La commune est située à environ  10 kilomètres à l’est de Lagny-sur-Marne. Elle est proche de Disneyland Paris. Elle se situe précisément dans le secteur IV de Marne-la-Vallée, Val d'Europe.

### Communes limitrophes
Magny le Hongre
| Coupvray | Montry                | Montry                  |
| Serris   | Magny-le-Hongre       | Saint-Germain-sur-Morin |
| Serris   | Bailly-Romainvilliers | Coutevroult             |

### Hydrographie

#### Réseau hydrographique

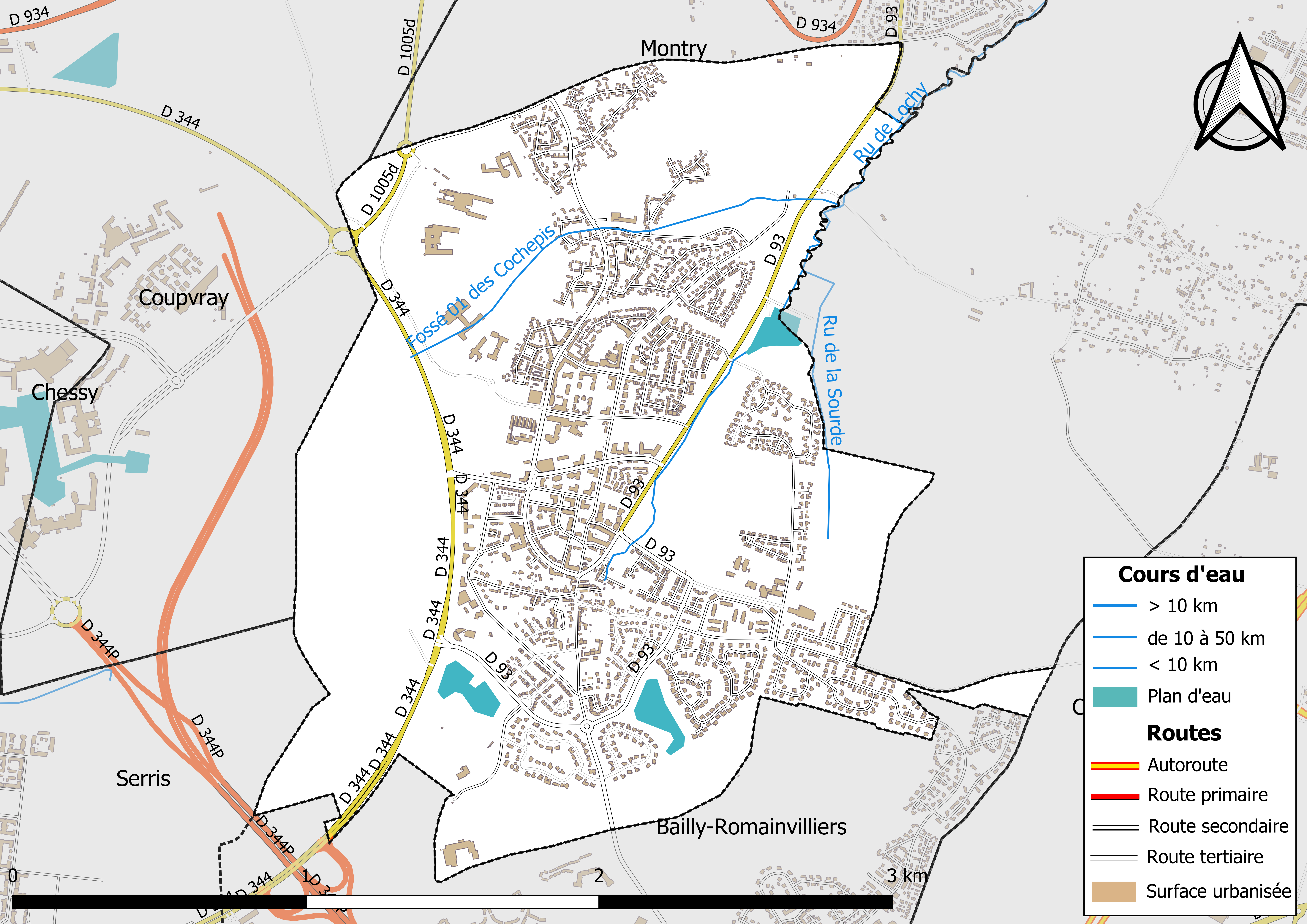
Carte des réseaux hydrographique et routier de Magny-le-Hongre.

Le réseau hydrographique de la commune se compose de trois cours d'eau référencés :
- le ru de Lochy, 3,68 km[1], affluent du Grand Morin ;
  - le ru de la Sourde, 1,05 km[2], et ;
  - le fossé 01 des Cochepis, 1,66 km[3], affluents du ru de Lochy.

La longueur totale des cours d'eau sur la commune est de 3,22 km.

#### Gestion des cours d'eau
Afin d’atteindre le bon état des eaux imposé par la Directive-cadre sur l'eau du 23 octobre 2000, plusieurs outils de gestion intégrée s’articulent à différentes échelles : le SDAGE, à l’échelle du bassin hydrographique, et le SAGE, à l’échelle locale. Ce dernier fixe les objectifs généraux d’utilisation, de mise en valeur et de protection quantitative et qualitative des ressources en eau superficielle et souterraine. Le département de Seine-et-Marne est couvert par six SAGE, au sein du bassin Seine-Normandie.
La commune fait partie du SAGE « Petit et Grand Morin », approuvé le 21 octobre 2016. Le territoire de ce SAGE comprend les bassins du Petit Morin (630 km2) et du Grand Morin (1 185 km2). Le pilotage et l’animation du SAGE sont assurés par le syndicat mixte d'aménagement et de gestion des Eaux (SMAGE) des 2 Morin, qualifié de « structure porteuse ».

### Climat
Pour des articles plus généraux, voir Climat de l'Île-de-France et Climat de Seine-et-Marne.
En 2010, le climat de la commune est de type climat océanique dégradé des plaines du Centre et du Nord, selon une étude du CNRS s'appuyant sur une série de données couvrant la période 1971-2000. En 2020, Météo-France publie une typologie des climats de la France métropolitaine dans laquelle la commune est exposée à un climat océanique altéré et est dans la région climatique Nord-est du bassin Parisien, caractérisée par un ensoleillement médiocre, une pluviométrie moyenne régulièrement répartie au cours de l’année et un hiver froid (3 °C).
Pour la période 1971-2000, la température annuelle moyenne est de 10,9 °C, avec une amplitude thermique annuelle de 14,7 °C. Le cumul annuel moyen de précipitations est de 717 mm, avec 11,2 jours de précipitations en janvier et 8,2 jours en juillet. Pour la période 1991-2020, la température moyenne annuelle observée sur la station météorologique la plus proche, située sur la commune de Torcy à 12 km à vol d'oiseau, est de 12,1 °C et le cumul annuel moyen de précipitations est de 716,4 mm,. Pour l'avenir, les paramètres climatiques de la commune estimés pour 2050 selon différents scénarios d'émission de gaz à effet de serre sont consultables sur un site dédié publié par Météo-France en novembre 2022.

### Milieux naturels et biodiversité

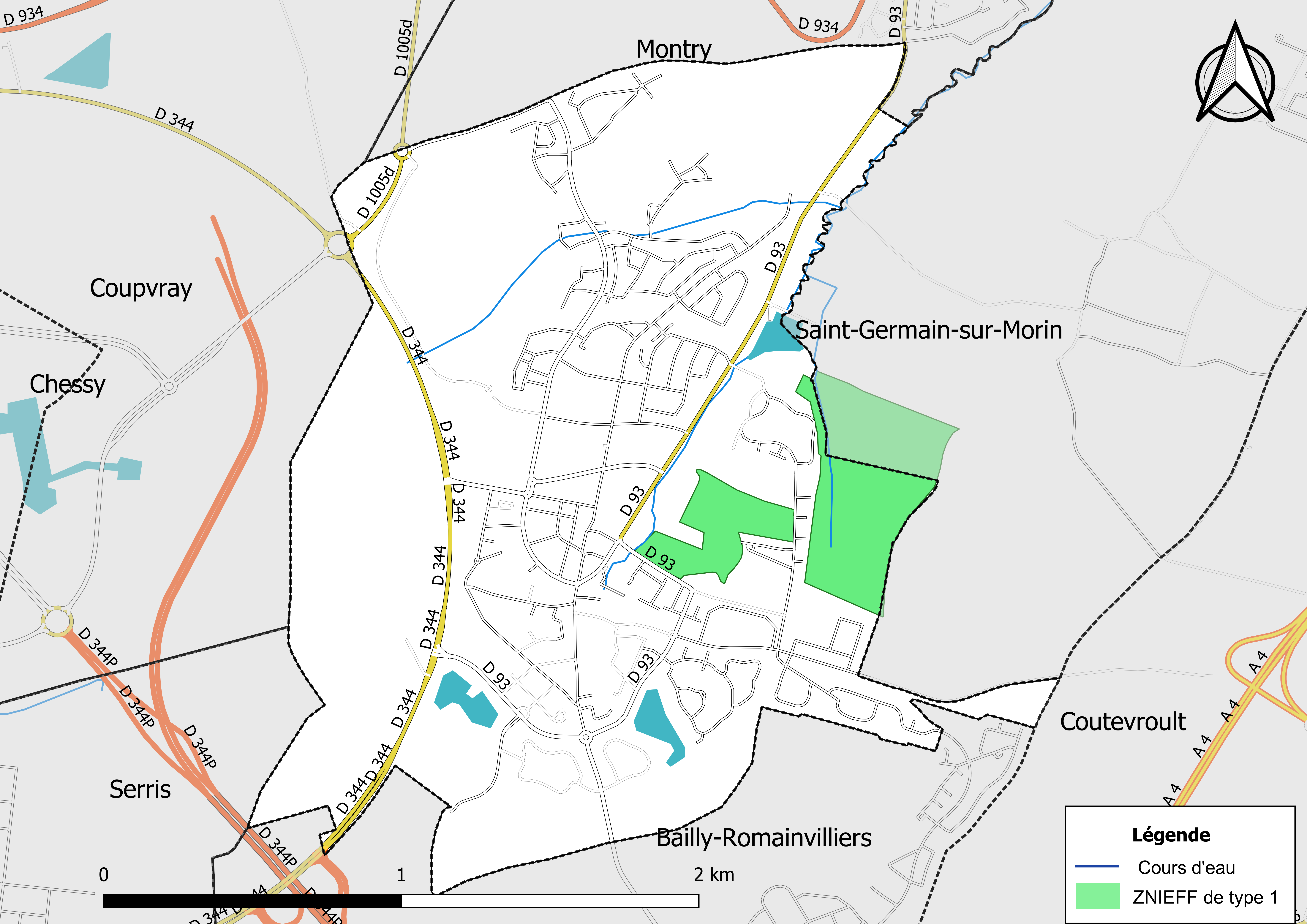
Carte des ZNIEFF de type 1 localisées sur la commune.

L’inventaire des zones naturelles d'intérêt écologique, faunistique et floristique (ZNIEFF) a pour objectif de réaliser une couverture des zones les plus intéressantes sur le plan écologique, essentiellement dans la perspective d’améliorer la connaissance du patrimoine naturel national et de fournir aux différents décideurs un outil d’aide à la prise en compte de l’environnement dans l’aménagement du territoire.
Le territoire communal de Magny-le-Hongre comprend une ZNIEFF de type 1,,, 
les « Boisement de Montguillon et bois de la Garenne » (35,44 ha), couvrant 2 communes du département.

## Urbanisme

### Typologie
Au 1er janvier 2024, Magny-le-Hongre est catégorisée grand centre urbain, selon la nouvelle grille communale de densité à sept niveaux définie par l'Insee en 2022.
Elle appartient à l'unité urbaine de Bailly-Romainvilliers, une agglomération intra-départementale regroupant quatorze  communes, dont elle est ville-centre,,. Par ailleurs la commune fait partie de l'aire d'attraction de Paris, dont elle est une commune du pôle principal,. Cette aire regroupe 1 929 communes,.

### Lieux-dits et écarts
La commune compte 25 lieux-dits administratifs répertoriés consultables ici.

### Occupation des sols
L'occupation des sols de la commune, telle qu'elle ressort de la base de données européenne d’occupation biophysique des sols Corine Land Cover (CLC), est marquée par l'importance des territoires artificialisés (64,9 % en 2018), en augmentation par rapport à 1990 (21,4 %). La répartition détaillée en 2018 est la suivante : 
zones urbanisées (55,5% ), terres arables (19,1% ), forêts (14% ), espaces verts artificialisés, non agricoles (9,4% ), prairies (2 %).
Parallèlement, L'Institut Paris Région, agence d'urbanisme de la région Île-de-France, a mis en place un inventaire numérique de l'occupation du sol de l'Île-de-France, dénommé le MOS (Mode d'occupation du sol), actualisé régulièrement depuis sa première édition en 1982. Réalisé à partir de photos aériennes, le Mos distingue les espaces naturels, agricoles et forestiers mais aussi les espaces urbains (habitat, infrastructures, équipements, activités économiques, etc.) selon une classification pouvant aller jusqu'à 81 postes, différente de celle de Corine Land Cover,,. L'Institut met également à disposition des outils permettant de visualiser par photo aérienne l'évolution de l'occupation des sols de la commune entre 1949 et 2018.

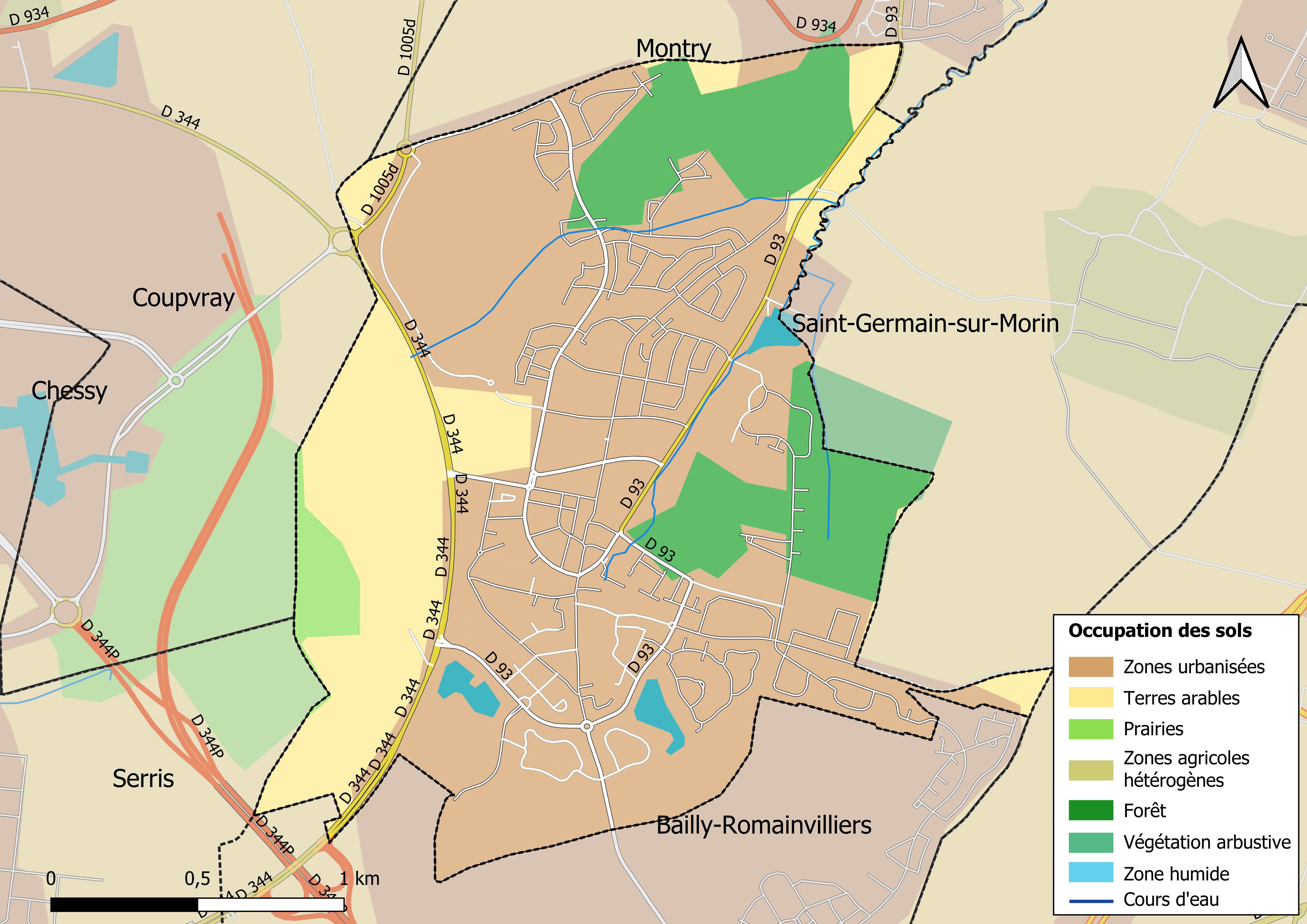
Carte des infrastructures et de l'occupation des sols en 2018 (CLC) de la commune.
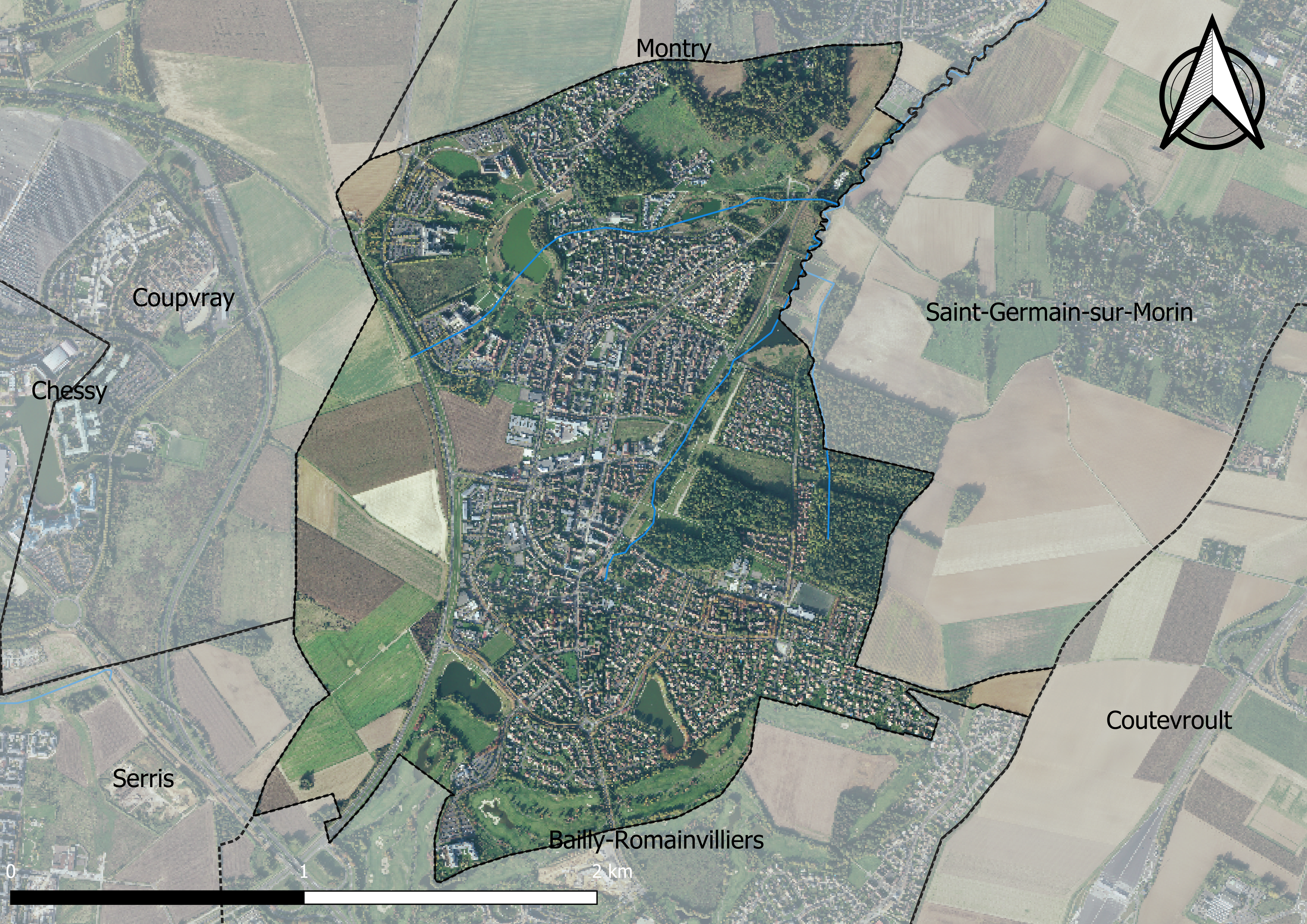
Carte orhophotogrammétrique de la commune.

### Planification
La commune disposait en 2019 d'un plan local d'urbanisme en révision. Le zonage réglementaire et le règlement associé peuvent être consultés sur le Géoportail de l'urbanisme.

### Logement
En 2017, le nombre total de logements dans la commune était de 3 683 dont 47,7 % de maisons (maisons de ville, corps de ferme, pavillons, etc.) et 50,5 % d'appartements.
Parmi ces logements, 89,2 % étaient des résidences principales, 1,6 % des résidences secondaires et 9,3 % des logements vacants.
La part des ménages fiscaux propriétaires de leur résidence principale s'élevait à 56,4 % contre 42,7 % de locataires dont, 8,4 % de logements HLM loués vides (logements sociaux) et, 1 % logés gratuitement.

### Voies de communication et transports

#### Voies de communication
- La commune est desservie par l'Autoroute A4, avec la sortie 14 Val d'Europe : Marne-la-Vallée-Val d'Europe, Parcs Disney, Bailly-Romainvilliers, Centre Commercial Régional.
- À l'ouest de la commune, se trouve la RD34, boulevard circulaire autour des communes du Val d'Europe.

#### Transports

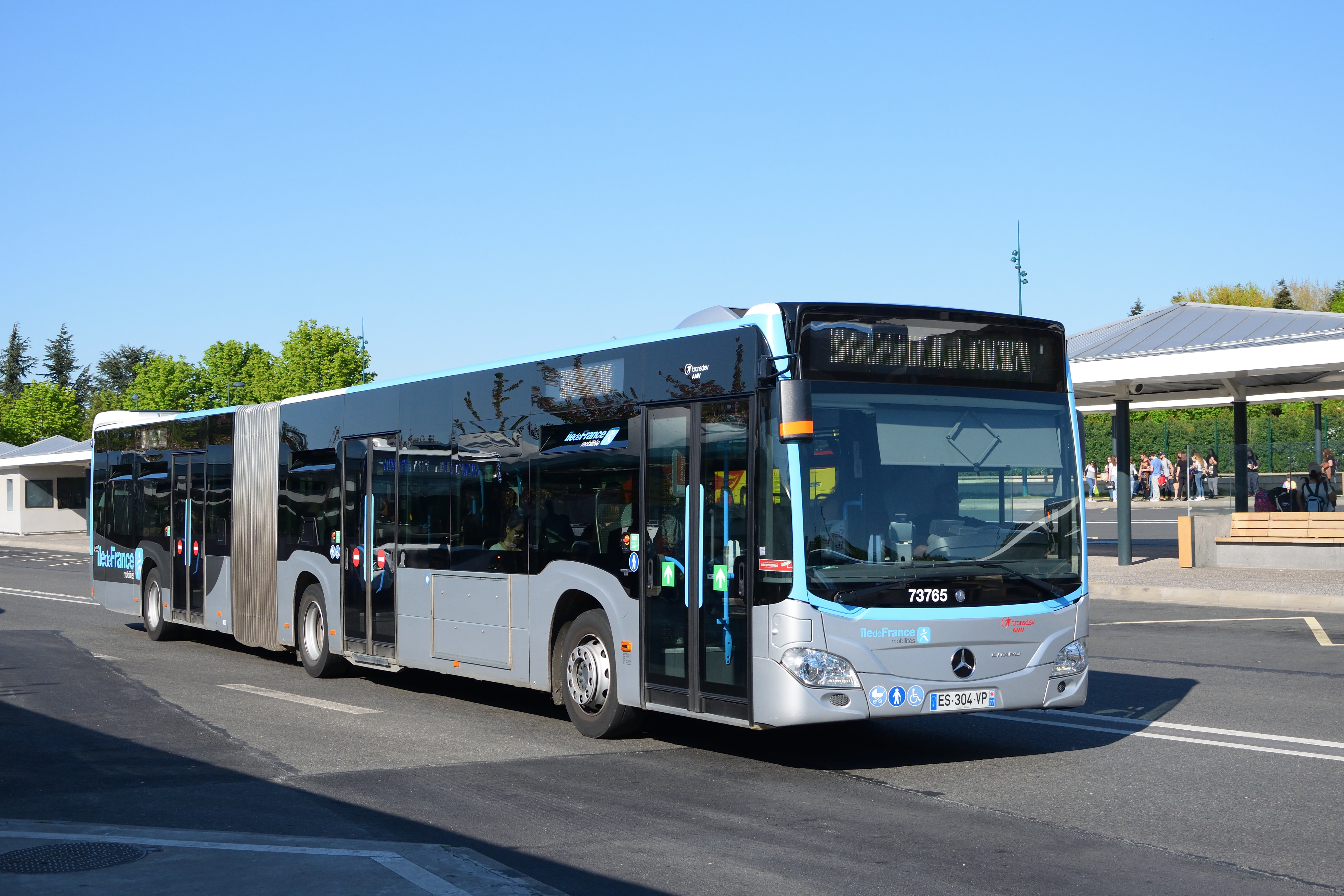
Bus du réseau de Marne-la-Vallée.

- À 3 km à l'ouest de la mairie de Magny-le-Hongre, se situe la gare de Marne-la-Vallée - Chessy, desservie par la ligne A du RER, par des TGV et par de nombreuses lignes de bus dont les lignes nocturnes N130 et N141.
- À 5 km au sud-ouest de la mairie de Magny-le-Hongre, se situe la gare du Val d'Europe, desservie par la ligne A du RER.
- Magny-le-Hongre est desservie par le Réseau de bus de Marne-la-Vallée avec les lignes 34 entre Val d'Europe et Marne-la-Vallée - Chessy, 35 (ligne circulaire) et 42 entre Val d'Europe et la gare de Lagny - Thorigny.
- Magny-le-Hongre est desservie par le réseau de bus Brie et 2 Morin avec la ligne 12 entre la gare de Marne-la-Vallée - Chessy et Meaux[27].
- À horizon 2022-2030, la commune sera desservie par la ligne de Bus EVE en TCSP (bus à haut niveau de service) qui reliera la Gare d'Esbly au Centre hospitalier de Marne-la-Vallée en passant par les gares de Marne-la-Vallée - Chessy et de Val d'Europe. Elle desservira les communes d'Esbly, de Coupvray, de Chessy, de Montry, de Magny-le-Hongre, de Montévrain, de Serris et de Jossigny[28].

## Toponymie

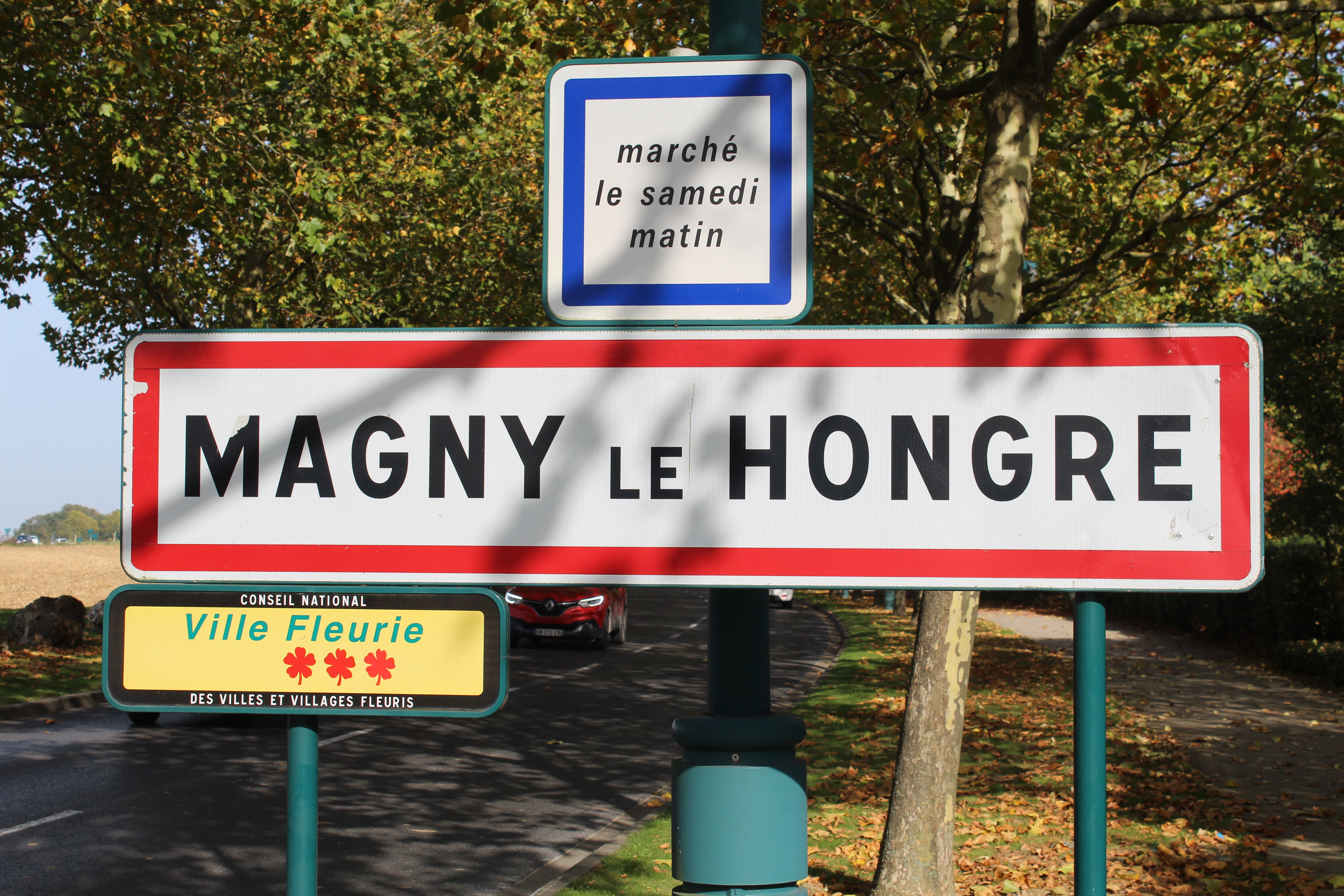
Panneau d'entrée dans la commune.

Le nom du village apparaît dans les textes à partir du VIIIe siècle. Le village s'est appelé primitivement Maigni, Mangnys Sainte Geneviève, puis Magny Sainte Geneviève jusque vers 1412.
L'origine du nom de Magny le Hongre en lui-même n'est pas si claire. Le qualificatif Le Hongre (« Le puissant ») apparaît en 1267 : Menniaco dictite Hungre. Cette appellation réapparaît en 1372, 1392, et 1411. De 1412 à 1415 (sous le règne de Charles VI), Jacques le Hongre, écuyer du roy, général conseiller sur le fait de la justice des aides, apparaît à Magny, la terre de Magny lui appartenant (d'après la monographie de M. Fauvet). Mais cela n'explique pas l'utilisation du qualificatif le Hongre avant 1412 (selon le Dictionnaire de Seine-et-Marne). Le village est appelé par la suite, tantôt Magny Sainte Geneviève, tantôt Magny le Hongre.

## Histoire
En 1589, lors de la rédaction de la coutume de Paris, Thomas le Pilleur, conseiller notaire et secrétaire du roi, contrôleur de l'audience de Paris, est seigneur et châtelain de Bailly, Serris, Chatou, Magny le Hongre et Vères en partie.
Il y avait alors le petit château construit sur son fief qui prit le nom des Pilleurs, nom conservé par la suite avec des altérations. Ainsi, on retrouve plus tard au XVIIIe siècle, le fief d'Epilleurs, appelé aussi de Pileuse, ou Esblemeuse. À cette époque, le château n'existait plus ; il ne restait que les fossés et le fief était alors sans importance.
L'ancien domaine des Le Pilleur est acquis en 1644 par le prince de Rohan-Guéménée, Louis de Rohan, seigneur de Coupvray, Lesches et Magny le Hongre ; il obtint des lettres du roi pour renouveler le terrier de ces seigneuries.
En 1603, lorsque Françoise de Laval, princesse de la maison de Rohan, duchesse de Montbazon, fonda le Mont de Piété de Coupvray, un collège pour élever six enfants pauvres choisis dans les paroisses de ses domaines, Magny le Hongre pouvait fournir un de ces enfants.
Pour subvenir aux frais de sa fondation, la duchesse de Montbazon affecta notamment 3 muids de blé de rente, tel qu'il était recueilli dans ses fermes de Coupvray, Voulangis, Magny et Lesches, et 500 livres de rente à prendre sur les revenus des mêmes fermes.
La seigneurie de Sainte Geneviève de Magny comprenait droit de haute, moyenne et basse justice ; les premières causes étaient jugées dans le village même, les appels allaient au Châtelet de Paris.
En 1786, Nottin, juge ; Hébert, procureur fiscal ; Nottin, notaire à Quincy, greffier.
La ferme seigneuriale de Magny appartenait à l'abbaye de Sainte-Geneviève de Paris et comprenait, au XVIIIe siècle, 228 arpents et les grosses dîmes de la paroisse. Le tout était loué le 12 juillet 1786 à Delaunay moyennant 4 000 livres et un muid de blé.
Le chef-lieu de l'ancien fief de Sainte Geneviève est aujourd'hui la ferme qui appartient à M. Le marquis de Plessis Bellière, marié à Mlle de Pastoret (elle comprend 250 ha).

## Politique et administration

### Rattachements administratifs et électoraux
La commune se trouve depuis 1994 dans l'arrondissement de Torcy du département de Seine-et-Marne. Pour l'élection des députés, elle fait partie depuis 2012 de la cinquième circonscription de Seine-et-Marne.
Elle faisait partie de 1793 à 1993 du canton de Crécy-la-Chapelle, année où elle intègre le canton de Thorigny-sur-Marne . Dans le cadre du redécoupage cantonal de 2014 en France, la commune est désormais intégrée au canton de Serris.

### Intercommunalité
Magny-le-Hongre fait partie de Val d'Europe Agglomération avec 9 autres communes.
Elle est l'une des 5 communes historiques de l'intercommunalité avec Chessy, Serris, Coupvray et Bailly-Romainvilliers.

S'en sont rajoutées en 2018 les communes de Villeneuve-le-Comte et de Villeneuve-Saint-Denis, puis en 2020 les communes d'Esbly, de Montry et de Saint-Germain-sur-Morin.

Logo de Val d'Europe Agglomération.
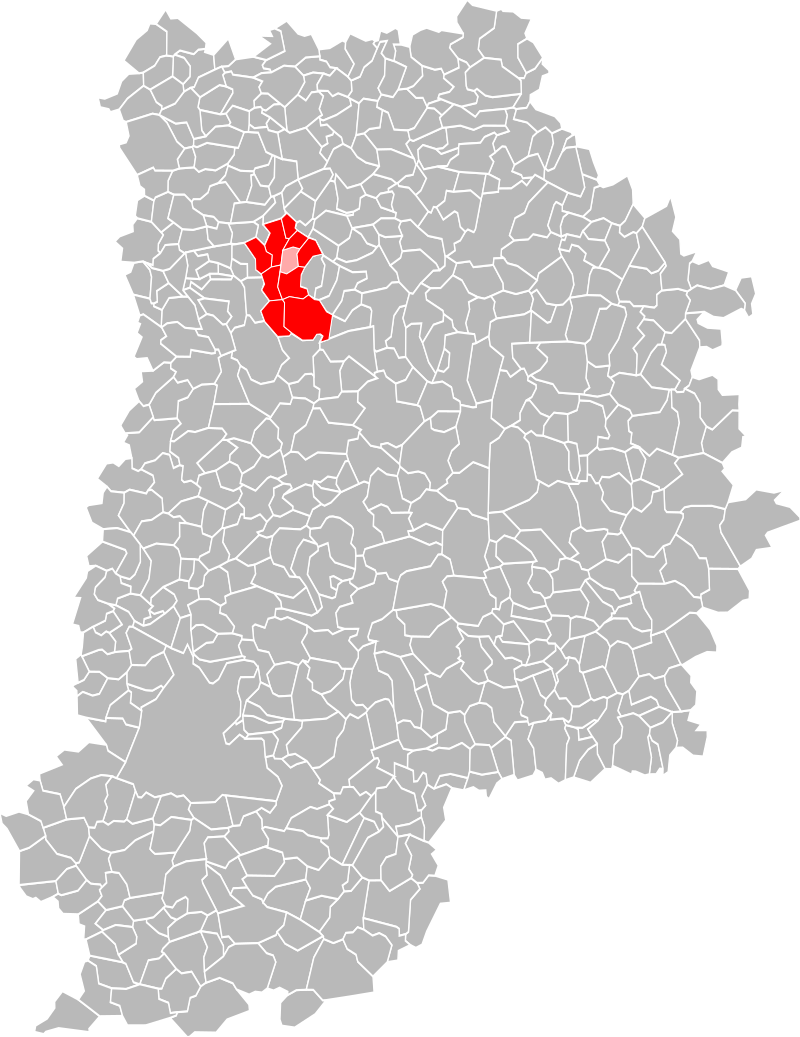
Localisation de Magny-le-Hongre au sein de Val d'Europe Agglomération.

### Liste des maires
| Période                                  | Période           | Identité                   | Étiquette          | Qualité |
| ---------------------------------------- | ----------------- | -------------------------- | ------------------ | --- |
| Les données manquantes sont à compléter. |                   |                            |                    | |
| mai 1953                                 | juin 1974 (décès) | Raymond Dugravot           |                    | Agriculteur |
| juin 1974                                | mars 1983         | Marcel Dupré               |                    | Agriculteur, beau-frère du précédent                                                                            |
| mars 1983                                | mars 1989         | Jean-Marc Dugravot         |                    | Fils de Raymond Dugravot                                                                                        |
| mars 1989                                | juillet 2020,     | Jean-Paul Balcou           | UMP → LR puis Agir | Pilote de ligne retraité Président du SAN (2001 → 2014) Président de Val d'Europe Agglomération (2017 → 2020)   |
| juillet 2020                             | En cours          | Véronique Flament-Bjärstål | DVD                | Directrice de communication dans le transport public 4e vice-présidente de Val d'Europe Agglomération (2020 → ) |

### Jumelages
En  mai 2020, la commune ne s'est pas encore engagée dans une démarche de jumelage.

## Équipements et services

### Eau et assainissement
L’organisation de la distribution de l’eau potable, de la collecte et du traitement des eaux usées et pluviales relève des communes. La loi NOTRe de 2015 a accru le rôle des EPCI à fiscalité propre en leur transférant cette compétence. Ce transfert devait en principe être effectif au 1er janvier 2020, mais la loi Ferrand-Fesneau du 3 août 2018 a introduit la possibilité d’un report de ce transfert au 1er janvier 2026,.

#### Assainissement des eaux usées
En 2020, la gestion du service d'assainissement collectif de la commune de Magny-le-Hongre est assurée par Val d'Europe Agglomération (CAVEA) pour la collecte et . Ce service est géré en délégation par une entreprise privée, dont le contrat arrive à échéance le 31 décembre 2027,,.
La station d'épuration Equalia est quant à elle gérée par le SIA de Marne-la-Vallée (SIAM) qui a délégué la gestion à une entreprise privée, VEOLIA, dont le contrat arrive à échéance le 31 décembre 2020,.
L’assainissement non collectif (ANC) désigne les installations individuelles de traitement des eaux domestiques qui ne sont pas desservies par un réseau public de collecte des eaux usées et qui doivent en conséquence traiter elles-mêmes leurs eaux usées avant de les rejeter dans le milieu naturel. Val d'Europe Agglomération (CAVEA) assure pour le compte de la commune le service public d'assainissement non collectif (SPANC), qui a pour mission de vérifier la bonne exécution des travaux de réalisation et de réhabilitation, ainsi que le bon fonctionnement et l’entretien des installations. Cette prestation est déléguée à la SAUR, dont le contrat arrive à échéance le 31 décembre 2027,.

#### Eau potable
En 2020, l'alimentation en eau potable est assurée par Val d'Europe Agglomération (CAVEA) qui en a délégué la gestion à la SAUR, dont le contrat expire le 31 décembre 2027,.

## Population et société

### Démographie
L'évolution du nombre d'habitants est connue à travers les recensements de la population effectués dans la commune depuis 1793. Pour les communes de moins de 10 000 habitants, une enquête de recensement portant sur toute la population est réalisée tous les cinq ans, les populations de référence des années intermédiaires étant quant à elles estimées par interpolation ou extrapolation. Pour la commune, le premier recensement exhaustif entrant dans le cadre du nouveau dispositif a été réalisé en 2004.

En 2022, la commune comptait 9 058 habitants, en évolution de +7,59 % par rapport à 2016 (Seine-et-Marne : +3,92 %, France hors Mayotte : +2,11 %).
| 1793 | 1800 | 1806 | 1821 | 1831 | 1836 | 1841 | 1846 | 1851 |
| ---- | ---- | ---- | ---- | ---- | ---- | ---- | ---- | ---- |
| 222  | 211  | 189  | 187  | 218  | 199  | 207  | 188  | 195  |

| 1856 | 1861 | 1866 | 1872 | 1876 | 1881 | 1886 | 1891 | 1896 |
| ---- | ---- | ---- | ---- | ---- | ---- | ---- | ---- | ---- |
| 190  | 186  | 183  | 163  | 174  | 164  | 169  | 165  | 153  |

| 1901 | 1906 | 1911 | 1921 | 1926 | 1931 | 1936 | 1946 | 1954 |
| ---- | ---- | ---- | ---- | ---- | ---- | ---- | ---- | ---- |
| 137  | 142  | 142  | 127  | 133  | 147  | 140  | 149  | 154  |

| 1962 | 1968 | 1975 | 1982 | 1990 | 1999  | 2004  | 2006  | 2009  |
| ---- | ---- | ---- | ---- | ---- | ----- | ----- | ----- | ----- |
| 115  | 121  | 223  | 264  | 331  | 1 791 | 3 720 | 4 954 | 5 500 |

| 2014  | 2019  | 2022  | - | - | - | - | - | - |
| ----- | ----- | ----- | - | - | - | - | - | - |
| 8 297 | 9 107 | 9 058 | - | - | - | - | - | - |

### Manifestations culturelles et festivités
La Ville de Magny-le-Hongre organise de nombreuses manifestations tout au long de l'année.
Le Festival musical Les Magnytudes réunit, au mois de juin, sur une grande scène de nombreux artistes locaux dans des genres variés. Electro, Pop, rock, urbain, folk, country et bien d'autres sont représentés tandis que la ville accueille des points restauration et des animations. La première édition s'est déroulée en 2016, succédant à ce qui fut la Fête du village. L'événement réunit plus de 2 000 personnes. La seconde édition s'est tenue les 23 et 24 juin 2017.
Les 10 km de Magny réunissent, chaque année depuis 2005, plus de 1 000 coureurs de tous âges et tous niveaux dans les rues de la Ville, au mois de mars. L'évènement est parrainé par Mehdi Baala, Muriel Hurtis et des champions de l'équipe de France d'athlétisme. Ezechiel Nizigiyimana (Burundi) a remporté l'épreuve en 2012. Yoann Kowal a remporté l'épreuve en 2016. Le Kényan Jairus Chanchima détient le record de l'épreuve (28 minutes et 06 secondes en 2009).
La Fête de la Saint-Patrick se célèbre au mois de mars lors d'une soirée à la salle des fêtes avec menu, spectacle et bal irlandais.
La soirée du Beaujolais nouveau réunit dans la salle des fêtes près de 200 personnes pour un grand spectacle cabaret autour d'un repas convivial au mois de novembre.
Magny by Night permet aux habitants de découvrir différentes activités culturelles (expositions, concerts, etc) de nuit, tous les deux ans au mois de décembre. Prochaine édition : 9 décembre 2017.
Le Marché de Noël de Magny-le-Hongre se déroule dans la salle des fêtes de la Ville en décembre et réunit de nombreux curieux en quête de cadeaux et mets de saison.
Le Conseil Consultatif des Jeunes (Conseil Municipal des Jeunes) de la Ville organise également de nombreuses animations tout au long de l'année : Halloween, cinéma en plein air, chasse aux œufs de Pâques, loto, etc.
À cela s'ajoutent des événements culturels réguliers (pièces de théâtre, concerts, expositions, conférences) et divers (nouvel an chinois, vide-greniers, etc.).

## Économie

### Revenus de la population et fiscalité
En 2017, le nombre de ménages fiscaux de la commune était de 2 963 (dont 73 % imposés), représentant 8 471 personnes et la  médiane du revenu disponible par unité de consommation  de 27 410 euros.

### Secteurs d'activité

#### Agriculture
Magny-le-Hongre est dans la petite région agricole dénommée la « Brie boisée », une partie de la Brie autour de Tournan-en-Brie. En 2010, l'orientation technico-économique de l'agriculture sur la commune est la culture de céréales et d'oléoprotéagineux (COP).
Si la productivité agricole de la Seine-et-Marne se situe dans le peloton de tête des départements français, le département enregistre un double phénomène de disparition des terres cultivables (près de 2 000 ha par an dans les années 1980, moins dans les années 2000) et de réduction d'environ 30 % du nombre d'agriculteurs dans les années 2010. Cette tendance se retrouve au niveau de la commune où le nombre d’exploitations est passé de 3 en 1988 à 1 en 2010. Parallèlement, la taille de ces exploitations diminue, passant de 140 ha en 1988 à 44 ha en 2010.
Le tableau ci-dessous présente les principales caractéristiques des exploitations agricoles de Magny-le-Hongre, observées sur une période de 22 ans : 
|                                      | 1988 | 2000 | 2010 |
| ------------------------------------ | ---- | ---- | ---- |
| Dimension économique,                |      |      |      |
| Nombre d’exploitations (u)           | 3    | 2    | 1    |
| Travail (UTA)                        | 6    | 1    | 0    |
| Surface agricole utilisée (ha)       | 420  | 210  | 44   |
| Cultures                             |      |      |      |
| Terres labourables (ha)              | 420  | s    | s    |
| Céréales (ha)                        | 229  | s    | s    |
| dont blé tendre (ha)                 | 200  | s    | s    |
| dont maïs-grain et maïs-semence (ha) | 29   | s    |      |
| Tournesol (ha)                       | 0    |      |      |
| Colza et navette (ha)                | 42   | s    | s    |
| Élevage                              |      |      |      |
| Cheptel (UGBTA)                      | 0    | 0    | 0    |

## Culture locale et patrimoine

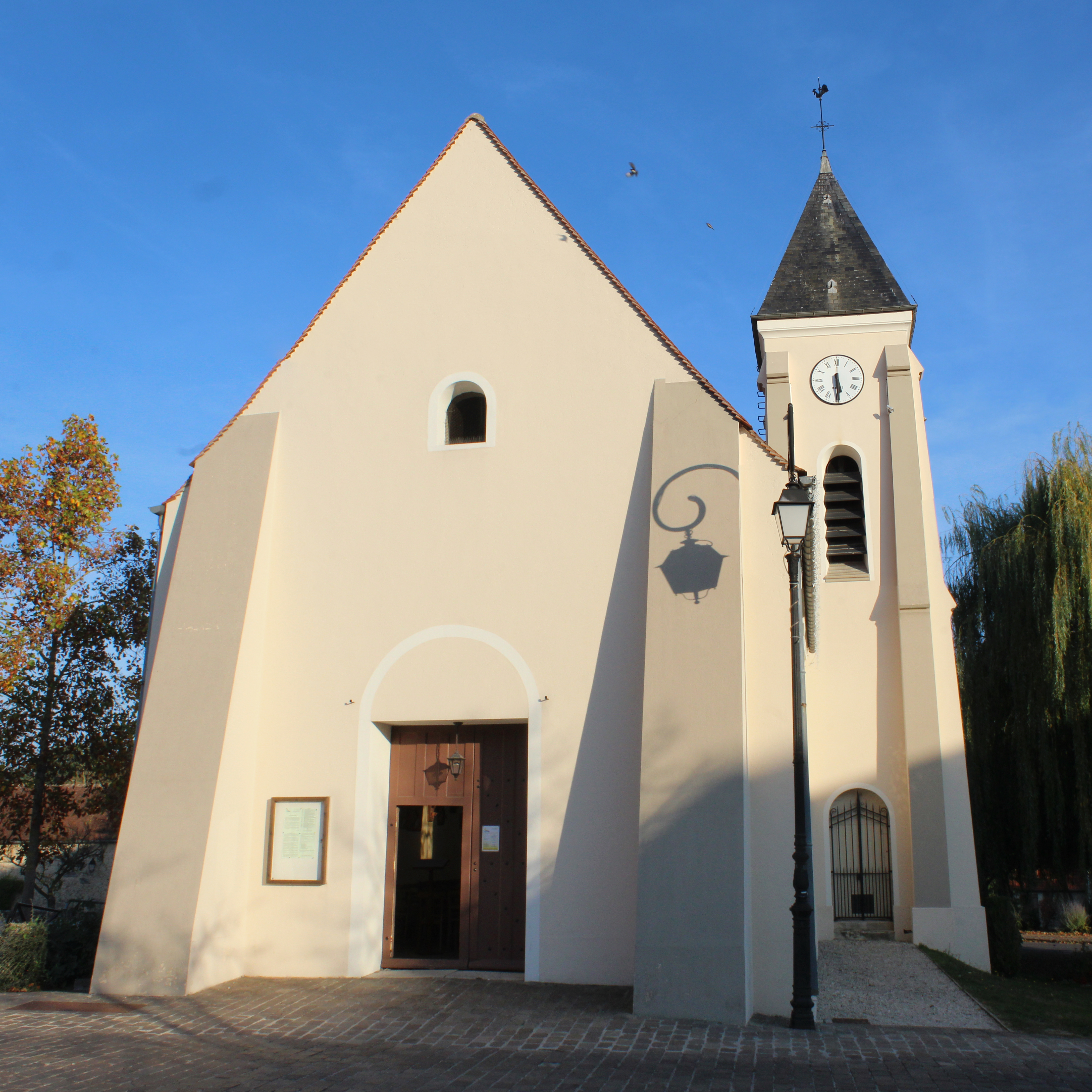
Église Sainte-Geneviève.

### Lieux et monuments
- Église et le lavoir Sainte-Geneviève, à l'eau duquel la légende prête des vertus miraculeuses[50],[51].
- Halle traditionnelle
- Fermes
- Plans d'eau
- Le château de Magny-le-Hongre devenu un centre S.P.A.

### Patrimoine culturel
La commune dispose d'une salle de spectacles proposant de nombreux concerts et animations musicales, File7, créée en 1997. Dans un premier temps hébergée dans la grange du Château de Chessy, la salle déménage dans un bâtiment neuf de la ferme Sainte-Geneviève en 2002. L'association y a notamment accueilli Catherine Ringer, Stromae, Les Fatals Picards, Corneille, Tryo, Tété, Kery James, Cali...
En 2014, la commune de Magny-le-Hongre a été récompensée par le label « Ville Internet @@ ».
En 2015, la commune de Magny-le-Hongre a été récompensée par le label « Ville Internet @@@ ».